# Jodis decolorata
Jodis decolorata är en fjärilsart som beskrevs av De Villers 1789. Jodis decolorata ingår i släktet Jodis och familjen mätare. Inga underarter finns listade i Catalogue of Life.